# 真宗大谷派長浜別院大通寺

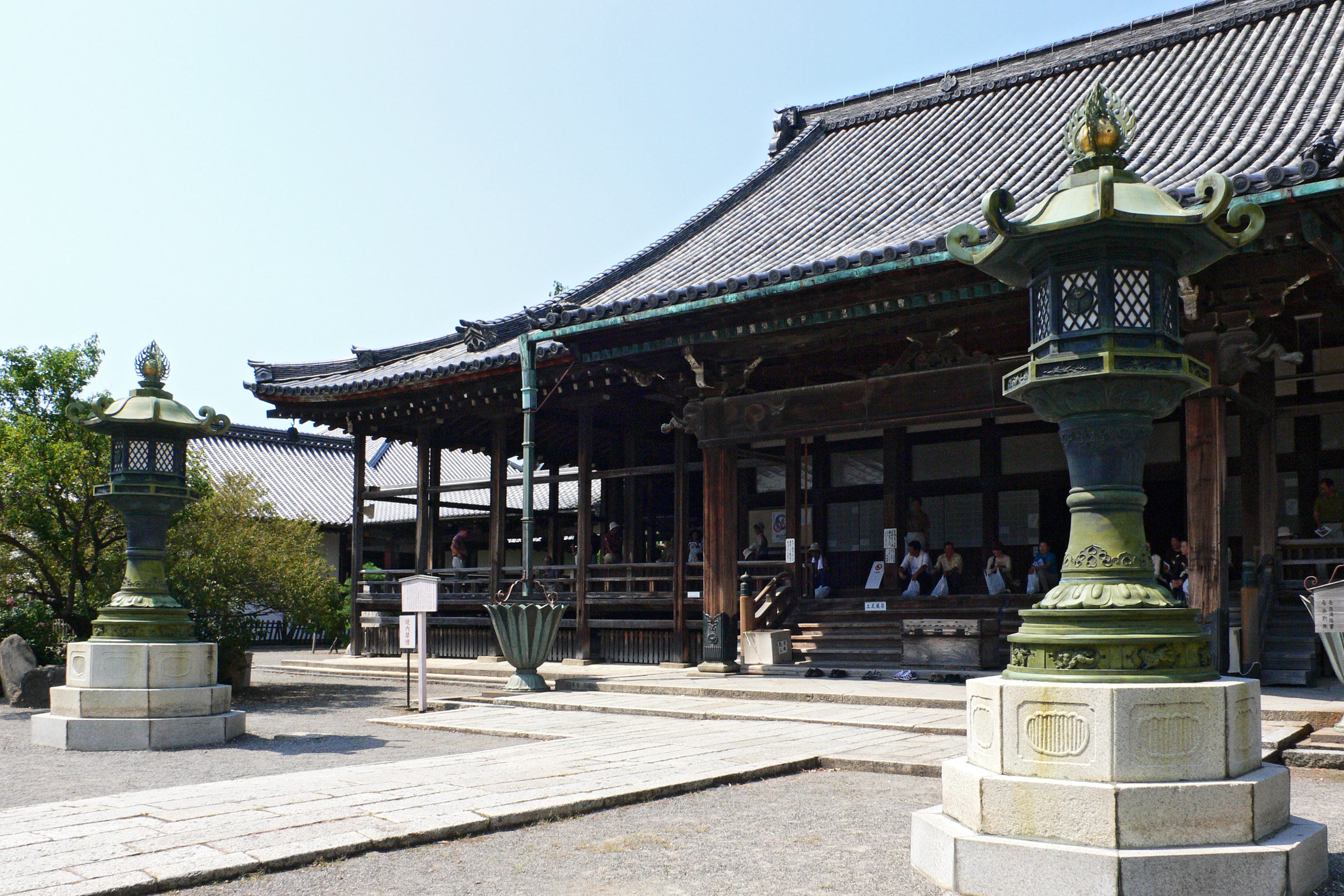
本堂

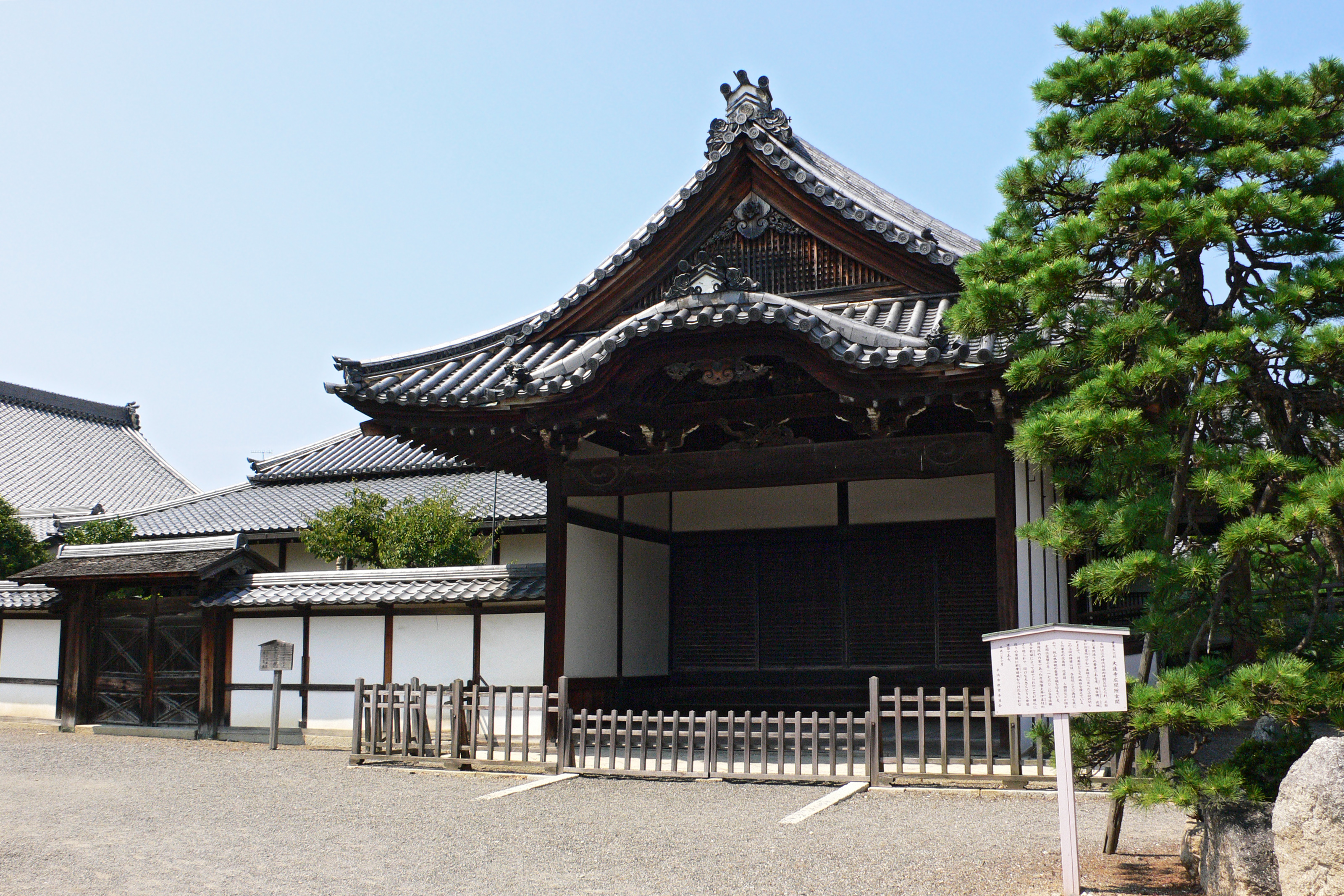
大広間玄関

真宗大谷派長浜別院大通寺（しんしゅうおおたにはながはまべついんだいつうじ）は、滋賀県長浜市にある真宗大谷派の寺院。真宗大谷派の別院。山号は無礙智山（むげちざん）。本尊は阿弥陀如来。別名は長浜御坊で、地元では「御坊さん」（ごぼうさん、またはごぼさん）と呼ばれる。長浜別院や大通寺と略称される。

## 歴史
そもそもは、近江国湖北三郡（坂田郡、浅井郡、伊香郡）の浄土真宗本願寺派の僧俗が天正年間（1573年 - 1592年）の始め頃に織田信長と石山合戦で戦っている本山の大坂本願寺への支援の協議を行うために、現在の長浜市内に寄合の場として設置した道場が当寺の始まりであるという。
その後、長浜城が廃城となると道場は城跡に移転して湖北の中心道場・総坊（そうぼう）となった。また、このころは長浜御堂と呼ばれていた。
慶長7年（1602年）に前本願寺派法主教如は徳川家康から京都六条烏丸の地に寺地の寄進を受けて東本願寺を建立すると、当寺は教如を支持する僧俗からの支援を受けて教如を開山とし、無礙智山大通寺と称する寺院に改編されて新たに発足することとなった。
しかし、慶長11年（1606年）に内藤信成を長浜城主とする長浜藩が成立すると、長浜城の修築に伴って当寺は現在地に移転した。
当初は、本山の東本願寺から僧が派遣されたり湖北三郡の有力末寺が輪番に当たっていたが、真宗大谷派13世の宣如によって寛永16年（1639年）に三男の霊瑞院宣澄が当寺の住持に任命された。そして、彦根藩主井伊直孝の援助によって寺域が拡張され、本山から伏見城の遺構（参考画像「本堂外陣に掛かる説明書」）という本堂や広間を譲られて寺観が整備された。こうして当寺は大谷派の別格別院とされた。
当寺は円山応挙や狩野山楽・狩野山雪らの障壁画など貴重な文化財を多数保有する寺院として知られる。

## 境内
- 本堂（阿弥陀堂、重要文化財） - 江戸時代初期の建立。入母屋造、本瓦葺き。寺伝では、伏見城の殿舎を徳川家康が教如に寄進し、教如が東本願寺の御影堂として用いたものを、承応年間（1652年 - 1654年）に当寺に移築したものと伝えられる[4][2]。
- 渡廊（長浜市指定有形文化財） - 18世紀後期の建立。
- 大広間（重要文化財） - 江戸時代初期建立。書院造り。本堂と同様、承応年間（1652年 - 1654年）に東本願寺から移築したもので、伏見城の遺構と伝えられる[2]。
- 玄関（重要文化財） - 宝暦10年（1760年）に当寺の住職・横超院の内室であった彦根藩主井伊直惟の息女数姫が祖師聖人500年忌に建立したもの。
- 新御座（長浜市指定有形文化財） - 1912年（大正元年）建立。上段の障壁画の琴棋書画図は狩野永岳筆。下段にある金地墨画梅之図12面（長浜市指定有形文化財）は岸駒筆[2]。
- 含山軒（重要文化財） - 書院。庭園を望む一の間に狩野山楽筆の山水画、二の間に狩野山雪筆の山水画がある[2]。
  - 含山軒庭園（国指定名勝） - 江戸時代初期の作庭で観賞式枯山水庭園。含山軒の前庭で、東方に望む伊吹山を借景とすることから含山軒と名付けられた[2]。
- 蘭亭（重要文化財） - 書院。宝暦5年（1755年）建立。円山応挙筆の蘭亭曲水宴図の襖絵がある。蘭亭の名はここから採られている[2]。
  - 蘭亭庭園（国指定名勝） - 江戸時代の作庭で池泉観賞式庭園。蘭亭の障壁画・蘭亭曲水宴の風景を現出したもの。
- 庫裡（長浜市指定有形文化財） - 天和2年（1682年）再建。
- 学問所庭園（長浜市指定名勝） - 江戸時代作庭の枯山水庭園。
- 太鼓楼（長浜市指定有形文化財） - 19世紀前期の建立。
- 鐘楼（長浜市指定有形文化財） - 延宝3年（1675年）再建。梵鐘（滋賀県指定有形文化財）は、元は若狭国多太寺のもので貞治2年（1363年）6月の銘がある[2]。
- 宝蔵（長浜市指定有形文化財） - 明和2年（1765年）建立。
- 真宗大谷派長浜教務所
- 脇門（台所門、長浜市指定有形文化財） - 元は長浜城の追手門で天正16年（1588年）の築[2]。門扉には本能寺の変に呼応した京極軍が放った矢や銃弾の痕が残る。
- 山門（楼門、長浜市指定有形文化財） - 天保11年（1840年）頃に完成したもので、完成までに33年経過したといわれる[1]。入母屋造で三間三戸で作られている[1][2]。

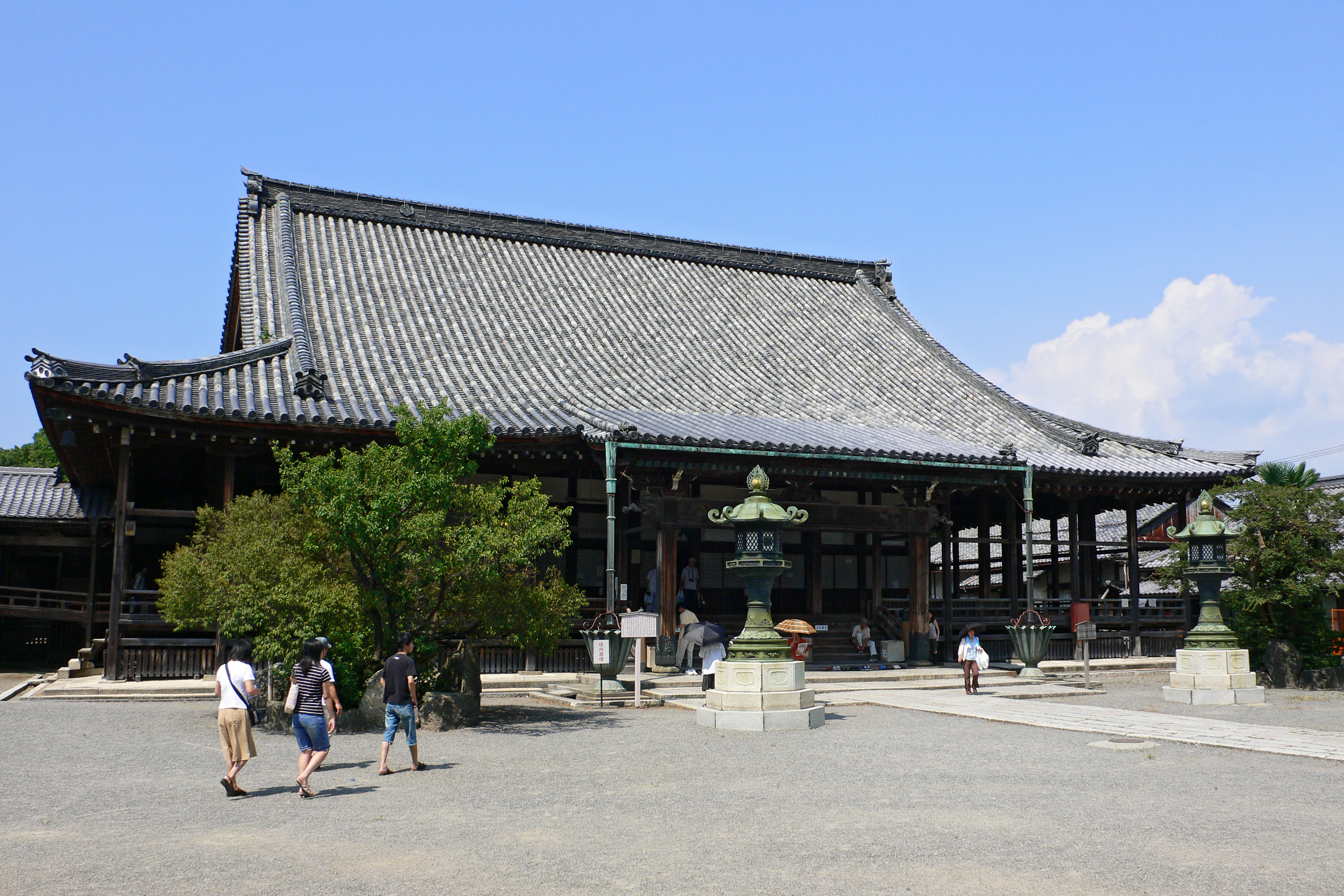
本堂
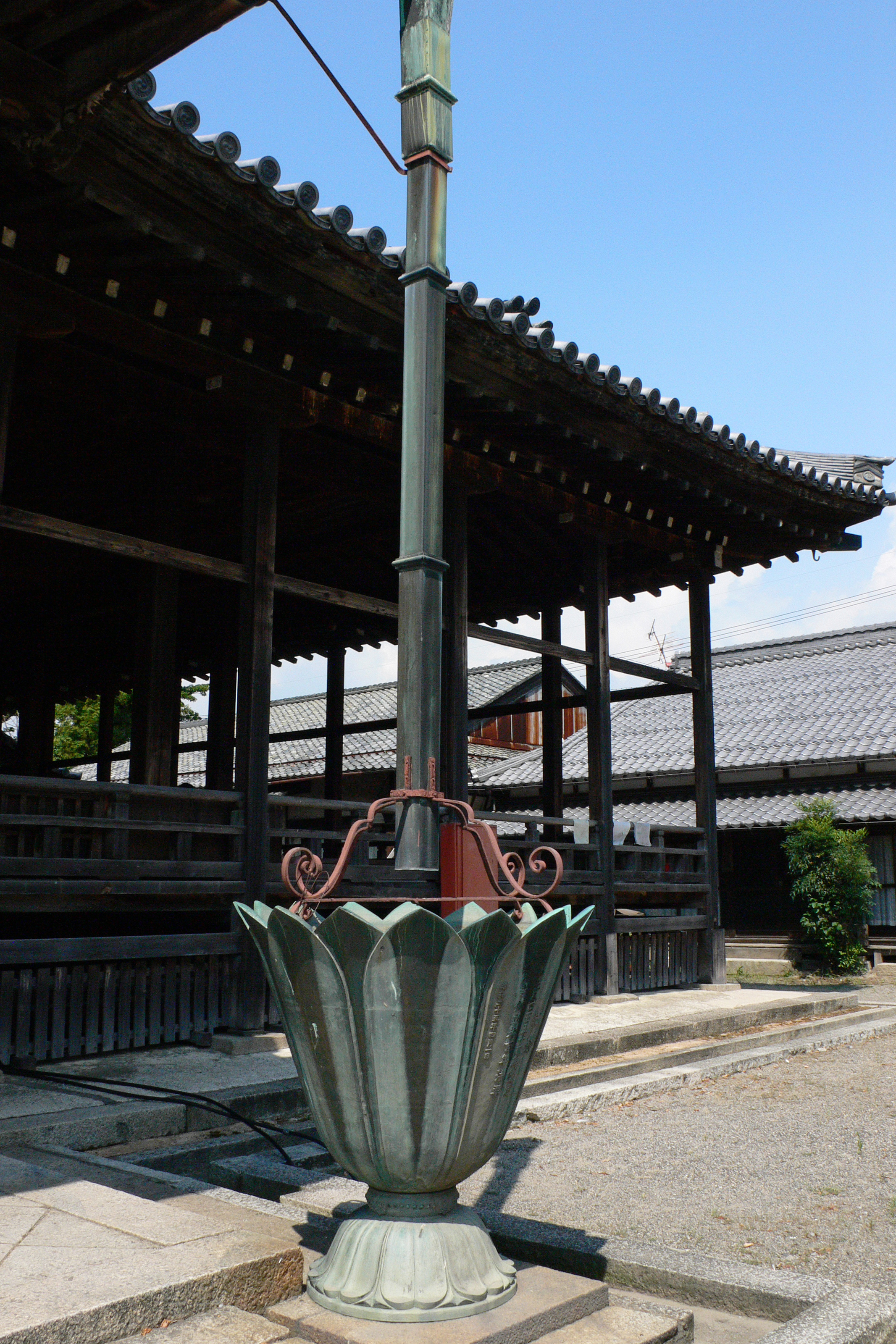
本堂の端
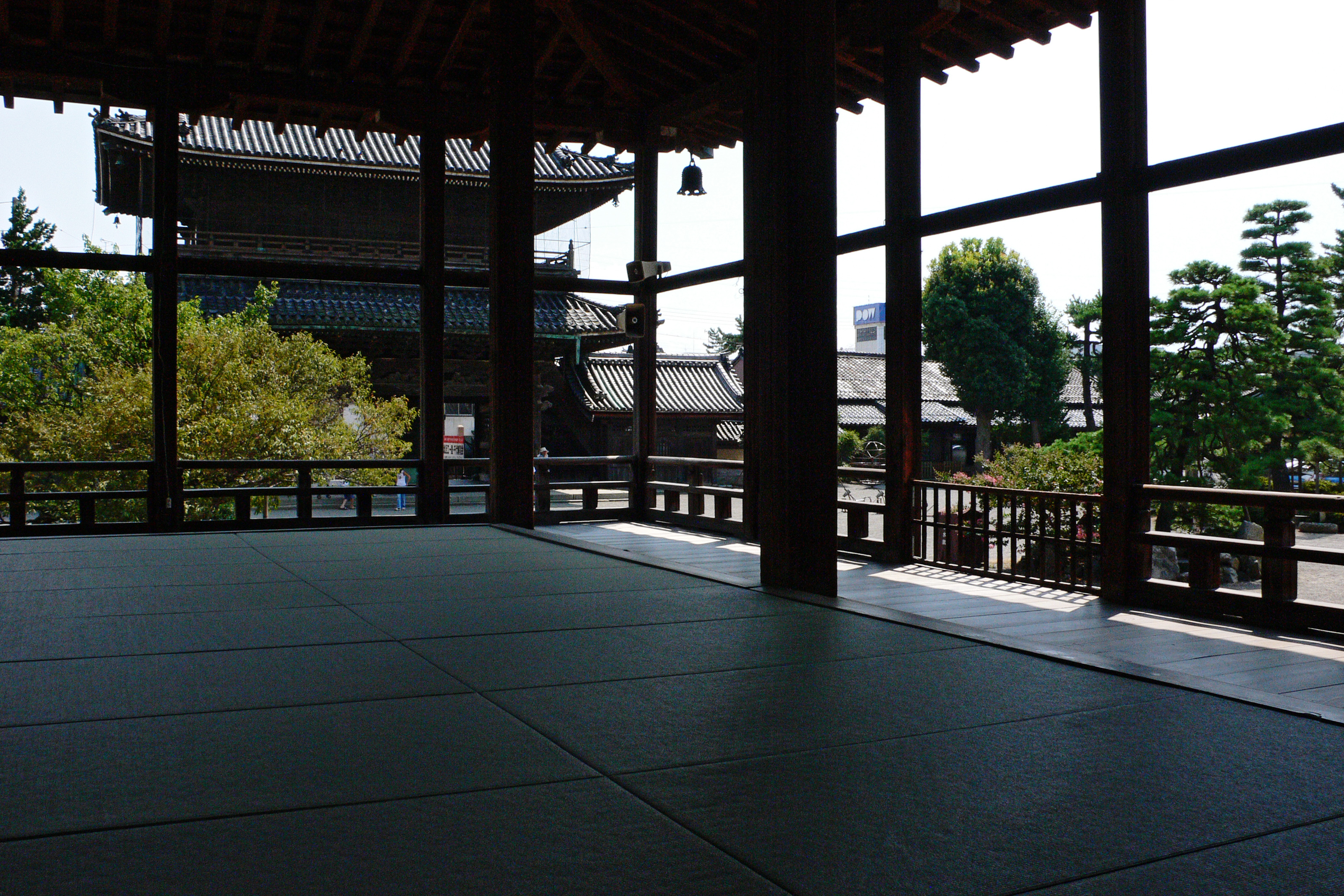
本堂から山門を望む
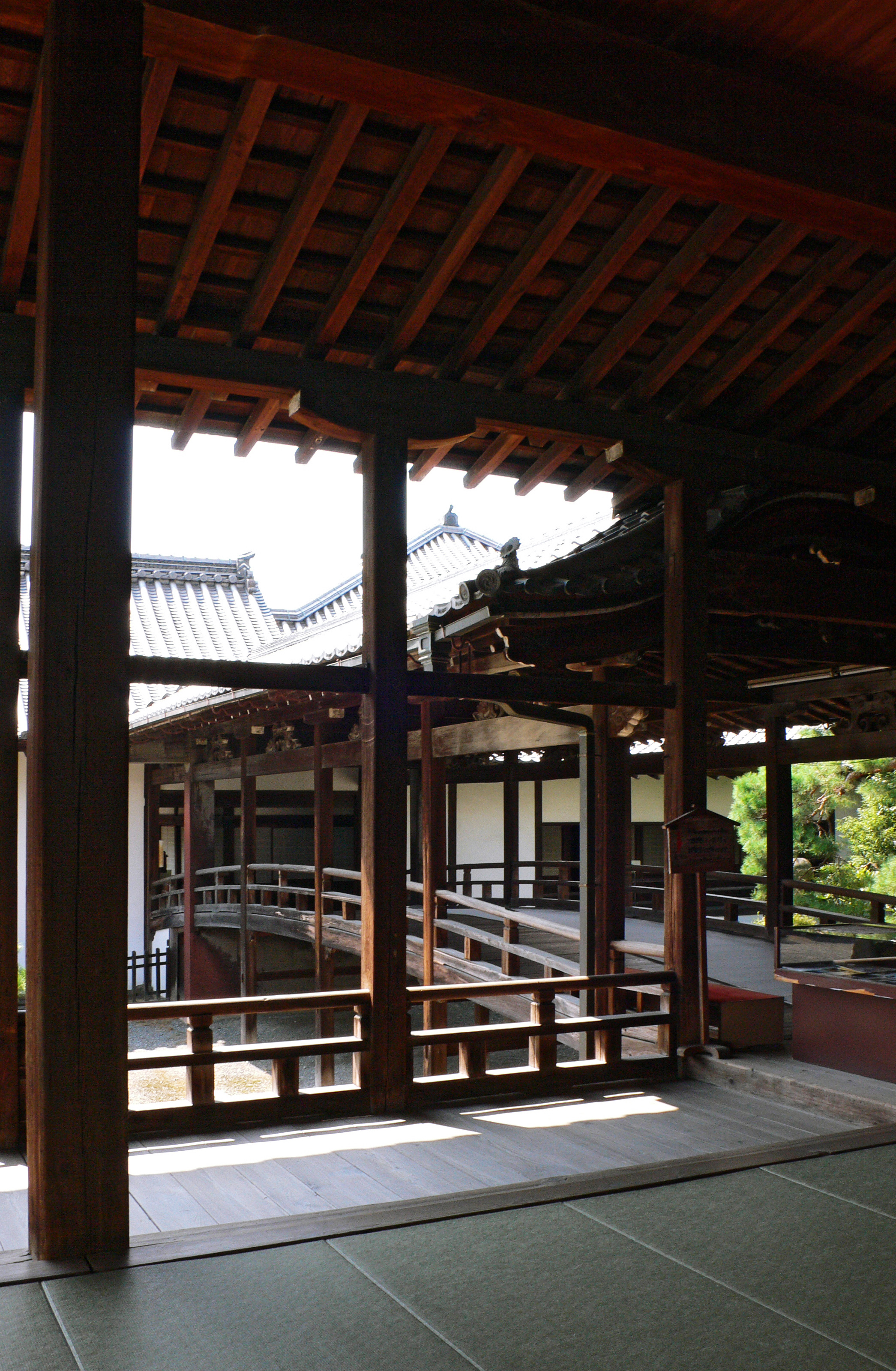
本堂と大広間の渡廊
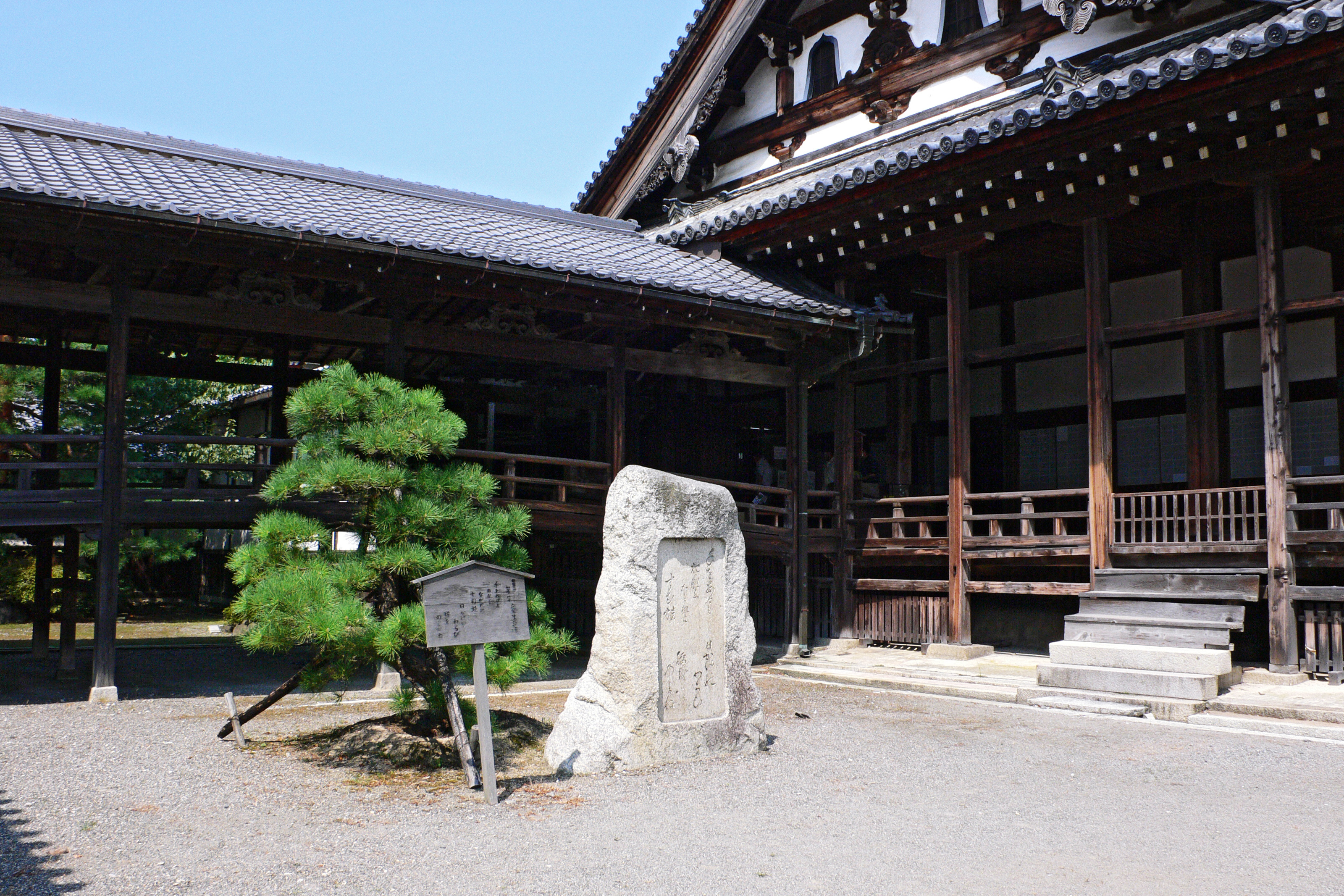
渡廊
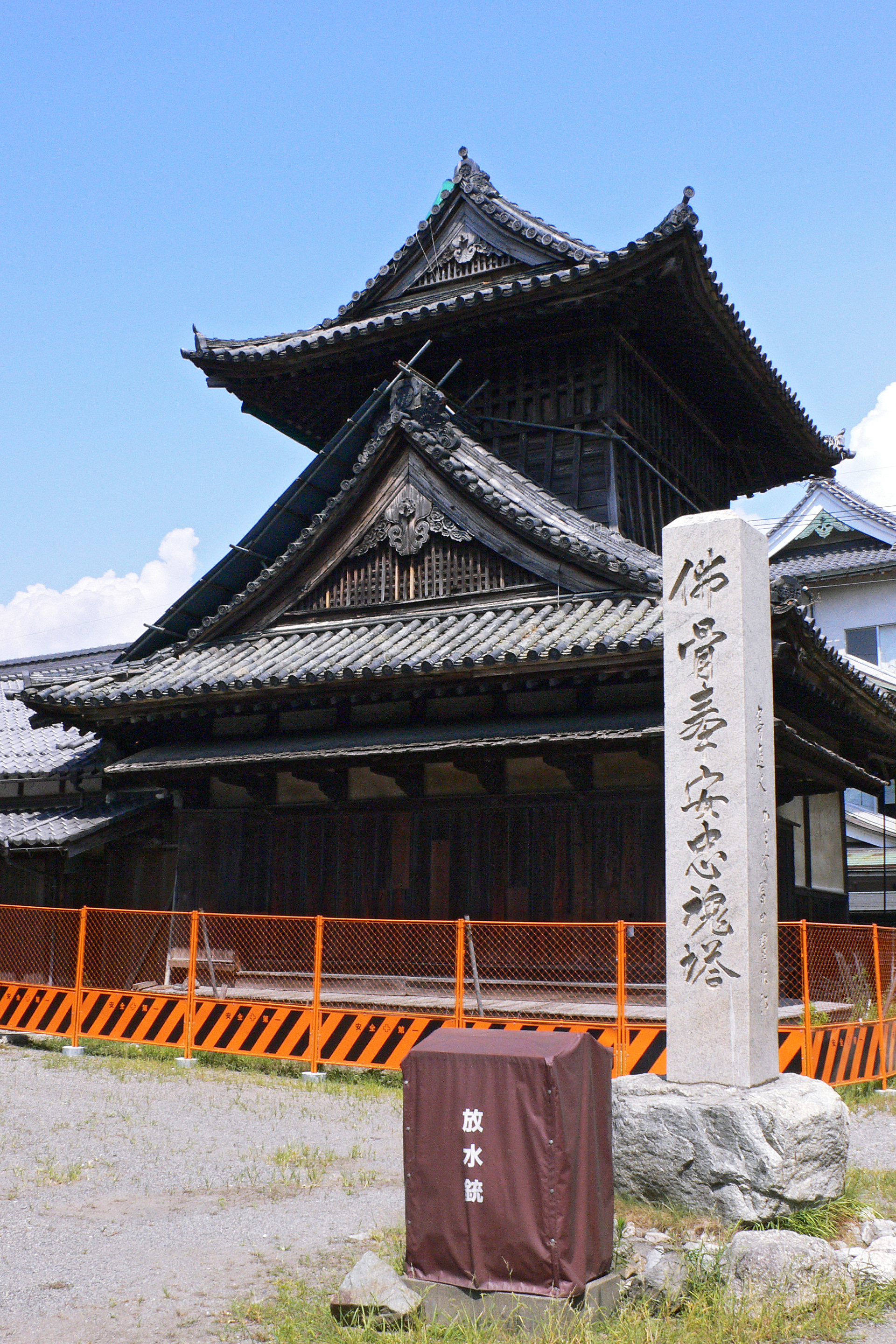
太鼓楼
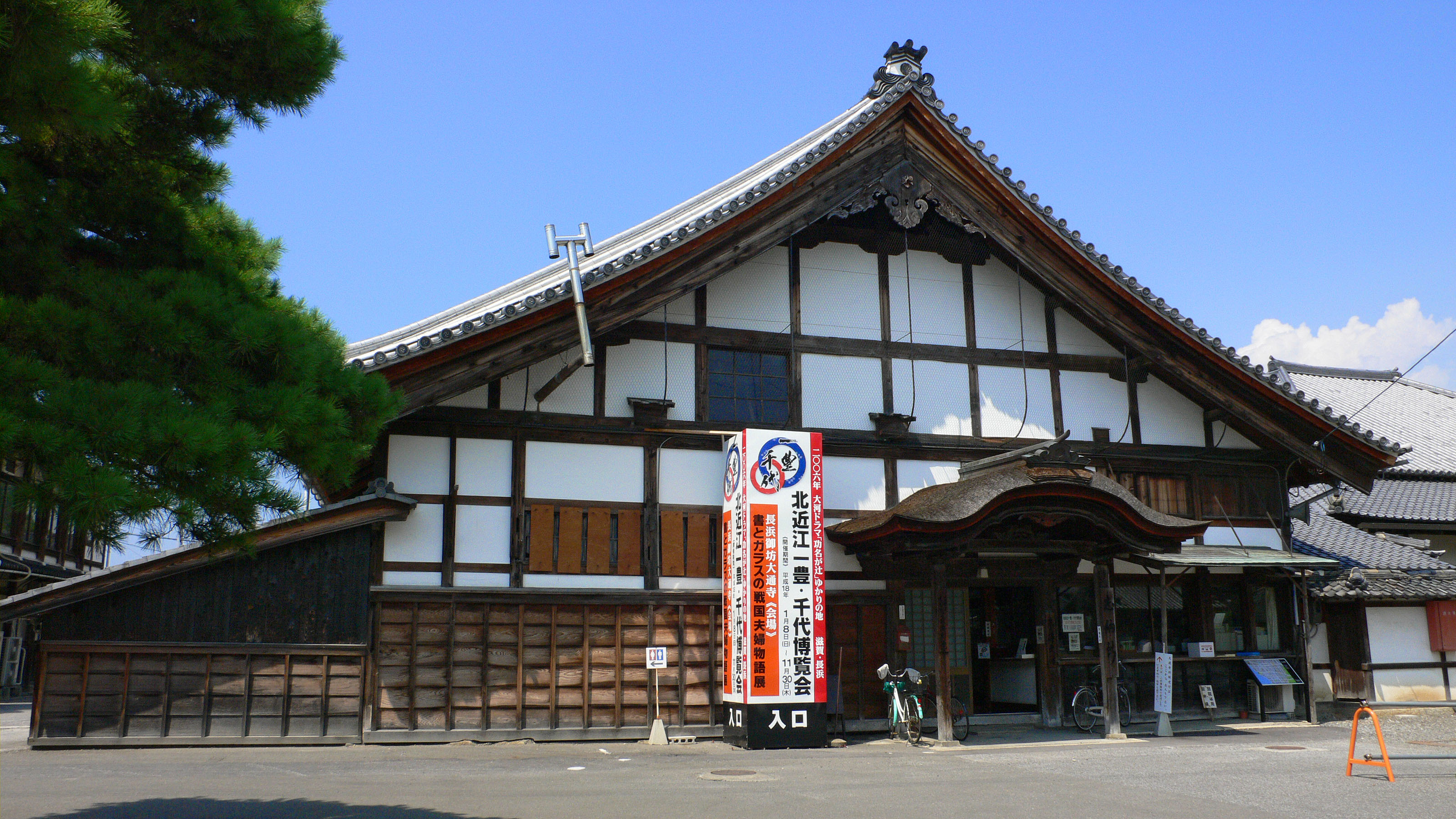
庫裏
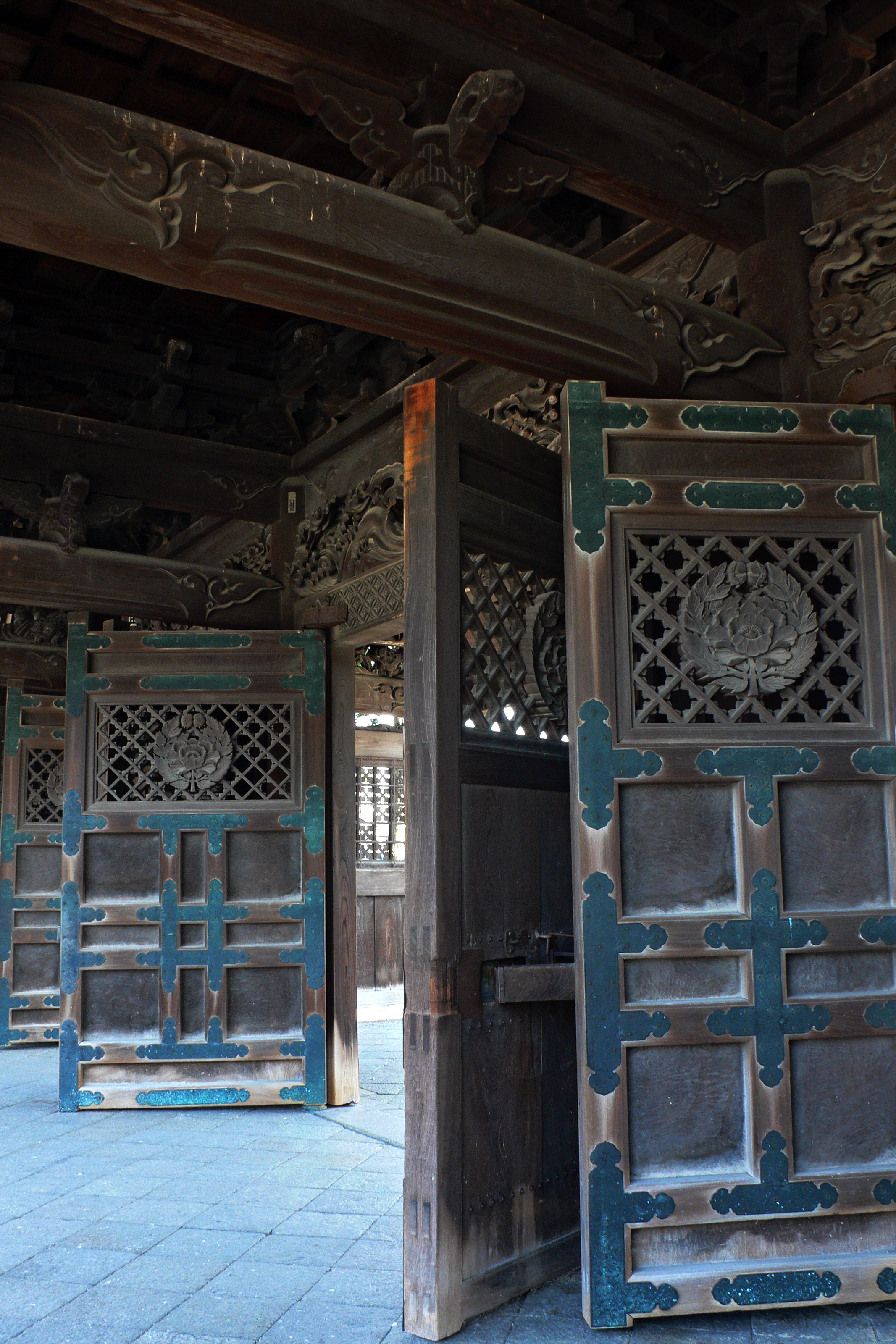
山門扉
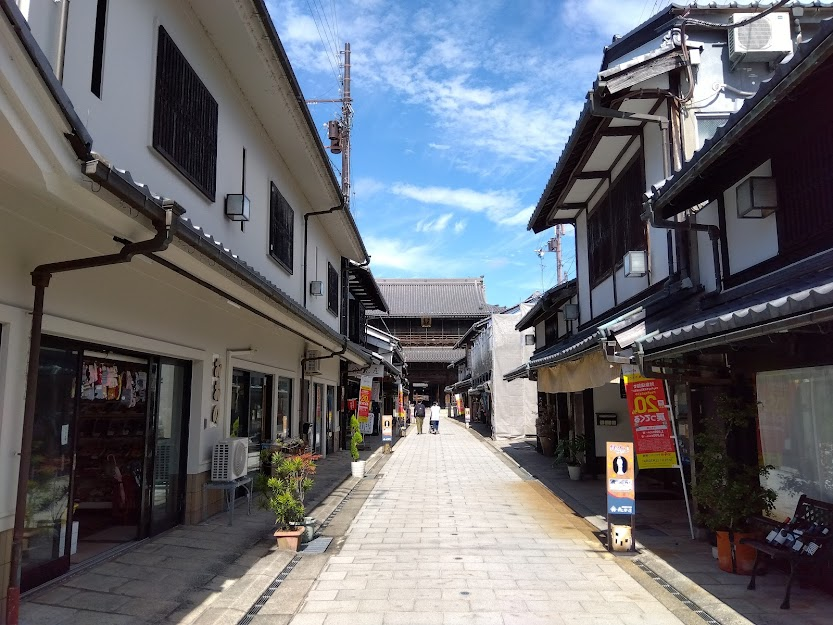
門前町から山門を望む

## 文化財

### 重要文化財
- 本堂（阿弥陀堂）
- 大広間 附：玄関1棟、棟札1枚
- 含山軒及び蘭亭（客殿） 附：棟札1枚
  - 含山軒
  - 蘭亭

### 国指定名勝
- 含山軒及び蘭亭庭園
  - 含山軒庭園
  - 蘭亭庭園

### 滋賀県指定有形文化財
- 梵鐘
- 称賛浄土仏摂受経 1巻 - 奈良時代。

### 長浜市指定有形文化財
- 台所門（脇門）附：獅子口瓦2個、雨蓋瓦1個
- 山門 附：山廊2棟
- 庫裡
- 鐘楼 附：棟札2枚
- 太鼓楼 附：鬼瓦1個
- 新御座
- 渡廊
- 宝蔵
- 金地墨画梅之図 十二面 - 岸駒筆。
- 紙本墨画花鳥及び山水図張付六曲屏風 1双

### 長浜市指定名勝
- 学問所庭園

## 催事
- 2月10日〜4月18日 - 馬酔木展
- 10月16日 - きもの大園遊会

## 所在地
- 滋賀県長浜市元浜町32-9

## アクセス
- JR北陸本線 長浜駅より徒歩約10分。